# Nicolai von Wilm
Peter Nicolai von Wilm, född 4 mars 1834 i Riga, död 19 februari 1911 i Wiesbaden, var en rysk (balttysk) tonsättare. 
Efterstudier vid Leipzigs musikkonservatorium blev von Wilm 1857 kapellmästare i Riga, 1860 lärare i piano och musikteori vid Nikolai-institutet i Sankt Petersburg samt 1875 pensionerad. Han flyttade då till Dresden och 1878 till Wiesbaden. Han skrev över 200 opustal musik av varjehanda slag, såsom kammarmusik, två- och fyrhändiga pianostycken, visor och körsaker, varibland i synnerhet hans pianostycken blev ganska spridda och omtyckta. Han utgav även ett häfte dikter (1880).